# رون هدسون (لاعب هوكي الجليد)
رون هدسون هو لاعب هوكي الجليد كندي، ولد في 11 يوليو 1911، وتوفي في 11 أكتوبر 1984.

## وصلات خارجية
- رون هدسون على موقع دوري الهوكي الوطني (الإنجليزية)
- رون هدسون على موقع EliteProspects.com (الإنجليزية)
- رون هدسون على موقع HockeyDB.com (الإنجليزية)
- رون هدسون على موقع Hockey-Reference.com (الإنجليزية)